# Diócesis de Ribe (antigua)
La diócesis de Ribe (en latín: Dioecesis Ripensis y en danés: Ribe Stift) fue una circunscripción eclesiástica de la Iglesia católica en Dinamarca. Fue suplantada por una superintendencia luterana el 2 de septiembre de 1537 por decisión del rey de Dinamarca y Noruega y quedó suprimida de hecho al fallecer su último obispo católico el 9 de febrero de 1539. Se trataba de una diócesis latina, sufragánea de la arquidiócesis de Lund. 

## Territorio y organización

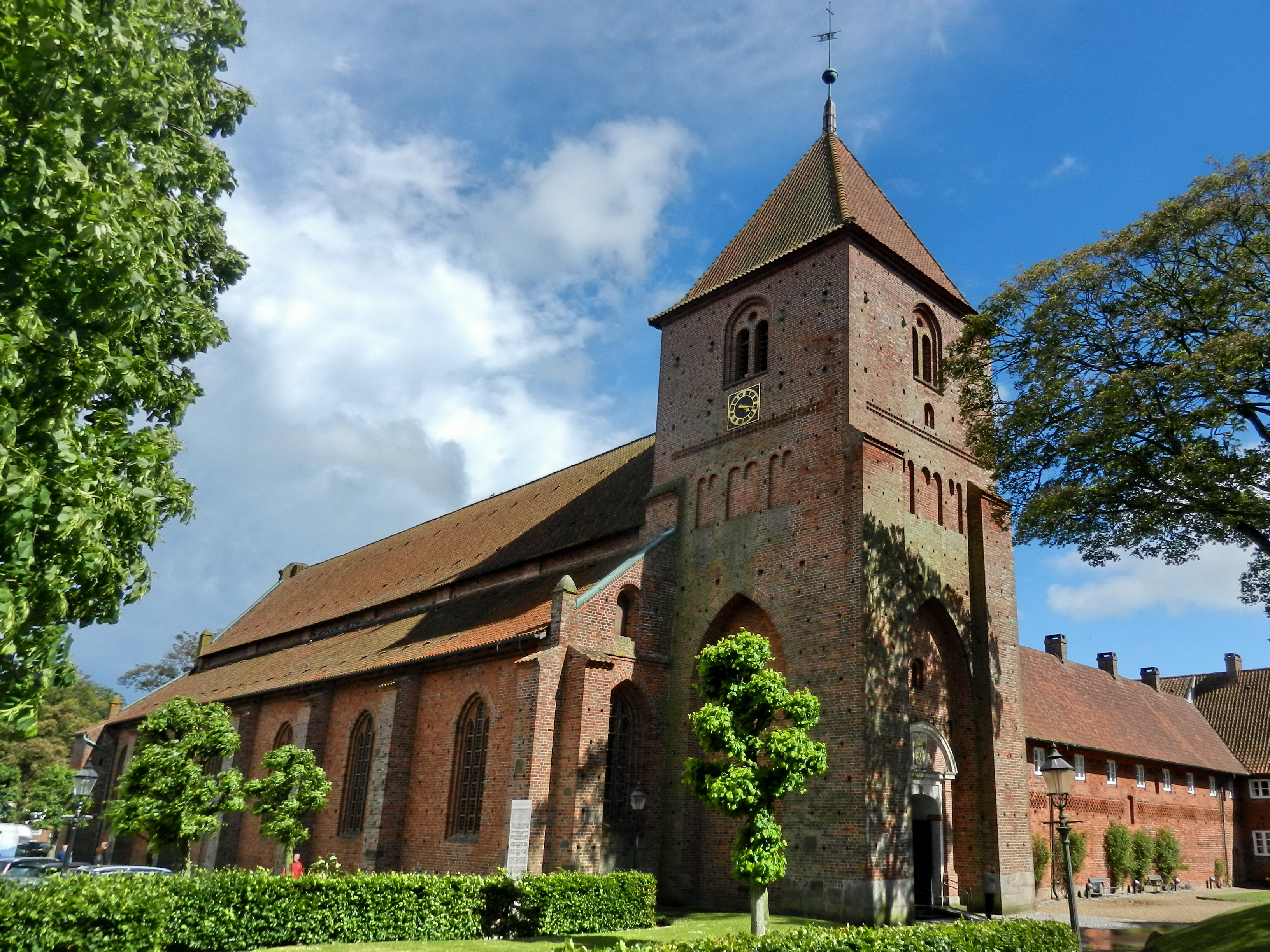
Priorato dominico de Santa Catalina, en Ribe (hoy iglesia luterana)

La diócesis extendía su jurisdicción sobre los fieles católicos de rito latino residentes en parte de la actual región de Dinamarca del Sur, comprendiendo entre otros a lo condados de Ribe y de Vejle. También incluía el área en torno a Ringkøbing en la actual región de Jutlandia Central. Al momento de la supresión de la diócesis era parte del Reino de Dinamarca y Noruega. Desde el 29 de abril de 1953 el área es parte de la diócesis de Copenhague.
La sede de la diócesis se encontraba en la ciudad de Ribe, en donde se encuentra la Catedral de Nuestra Señora, que hoy pertenece a la Iglesia del Pueblo Danés.
La diócesis comprendía 29 decanatos y un total de 278 parroquias. El cabildo de la catedral incluía 4 prelados, 21 prebendarios, 8 canónigos menores y aproximadamente 50 capellanes.
La ciudad de Ribe también albergaba el priorato benedictino de San Nicolás, un convento franciscano, el priorato dominico de Santa Catalina, un hospital de la Orden del Espíritu Santo y una comendaduría de los Caballeros de San Juan de Jerusalén. La diócesis también supervisó los monasterios cistercienses de las abadías de Tvis, la Løgum y Seem (que había sido benedictina hasta 1171). Había conventos benedictinos en Gudum y en Stubber, además de un priorato dominico en Vejle y un convento franciscano en Kolding.

## Historia
La diócesis de Ribe fue una de las primeras sedes episcopales danesas. De hecho, en la primera mitad del siglo X, Dinamarca se abrió a la obra de evangelización de los misioneros alemanes, después de que el emperador Enrique I de Sajonia derrotara al rey danés Gnupa en 934. El primer obispo misionero que llegó a esas tierras fue el arzobispo de Hamburgo-Bremen, Huns. La primera iglesia construida dentro de la diócesis fue fundada por Ascario de Amiens circa 855. La iglesia fue destruida tras la muerte del arzobispo Remberto en 888, aunque fue reconstruida hacia 948.
El arzobispo Adaldago evangelizó Jutlandia, erigiendo tres diócesis alrededor de 948: Ribe, Haithabu (Schleswig) y Aarhus. Para la sede de Ribe Adaldago consagró al obispo Leofdag. Se dice que Leofdag fue martirizado por paganos y es considerado un santo local, aunque nunca fue canonizado. La catedral de Ribe contiene un santuario dedicado a él. Hasta la muerte de su tercer sucesor conocido, Val, los obispos de Ribe, Schleswig y Aarhus trabajaron principalmente para convertir a los lugareños al cristianismo y viajaron por Jutlandia en giras misioneras.
Con la revuelta de los wendos, Dinamarca sufrió un intento de restaurar el paganismo, favorecido por el rey Svend I de Dinamarca (986-1014). Esto provocó una ruptura en la lista de obispos de Ribe. 
En 1060 la región al norte del río Kongeå en Jutlandia se dividió en las cuatro diócesis: Ribe, Aarhus, Viborg y Vestervig, por lo que Ribe cedió porciones de territorio para la erección de las diócesis de Vestervig y de Viborg.
Originalmente sufragánea de la arquidiócesis de Hamburgo-Bremen, en 1104 se convirtió en sufragánea de arquidiócesis de Lund, ciudad que era parte del Reino de Dinamarca.
El obispo Thore (1110-1134) comenzó la construcción de la catedral dedicada a la Virgen María, que se completó durante el episcopado de Elías (1142-1152). El propio Elías, además de la creación del cabildo catedralicio (1145), introdujo el uso de campanas en las iglesias de Dinamarca.

### Reforma protestante
Aunque Ivar Munk fue seleccionado para ocupar el cargo de obispo en 1499, no fue ordenado hasta 1513. Durante su mandato, la Iglesia fue presionada por la Reforma protestante. El obispo perdió la autoridad sobre algunas partes de su diócesis en el norte del Ducado de Schleswig tras la adopción del protestantismo, aunque mantuvo la autoridad sobre el resto de la diócesis.
Como conclusión de la guerra del Conde, el 6 de agosto de 1536 Cristián III entró en Copenhague y en la noche del 12 de agosto llevó a cabo un golpe de Estado durante el cual fue capturado el arzobispo Torbern Bille de Lund junto con dos obispos que estaban en la ciudad. Luego los demás obispos del reino fueron detenidos. El rey convocó una asamblea de notables en Copenhague el 20 de octubre de 1536, en la que se decidió que los obispos debían ser depuestos y sus bienes confiscados en beneficio de la corona.
Ivar Munk se opuso a la selección de Cristián III como rey en 1533, pero se vio obligado a actuar como consejero privado del partido del monarca para Jutlandia. Como resultado, renunció a su cargo de obispo ante el rey el 8 de noviembre de 1534. Ivar Munk fue sucedido por su sobrino y coadjutor Olaf Munk. Ivar Munk fue encarcelado el 12 de agosto de 1536, como todos los demás obispos católicos en Dinamarca. Más tarde fue liberado con las condiciones de que se ajustara a la Iglesia de Dinamarca y se casara.
El 2 de setiembre de 1537 el rey Cristián III firmó el Ordinatio ecclesiastica regnorum Daniae et Norwegiae et ducatuum Slesvicencis, Holtsatiae etc. etc., por el que en el Reino de Dinamarca y Noruega las diócesis fueron convertidas en superintendencias luteranas, suplantando formalmente a las diócesis católicas. Johann Wenth fue nombrado superintendente de Ribe sin haber sido consagrado obispo, por lo que esa Iglesia no continuó la sucesión apostólica. 
El depuesto obispo Olaf Munk murió el 8 de diciembre de 1568, quedando de hecho suprimida la diócesis católica habiendo sido prohibido el catolicismo en el reino. La superintendencia de Ribe fue renombrada diócesis de Ribe de la Iglesia del Pueblo Danés.

## Episcopologio
- San Leofdag † (948-950 falleció)
- Folgbert † (951-?)
- Odinkar † (junio de 992-1032 o 1033 falleció)
- Christiern † (?-1045 falleció)
- Farald (Harald) †
- Odder † (1065 consagrado-?)
- Thore † (1110-4 de junio de 1134 falleció)
- Nothold † (1134-1140)
- Asger † (1141-1142 falleció)
- Elías † (1142-1 de marzo de 1152 falleció)
- Radulf † (1156 consagrado-14 de febrero de 1170 o 1171 falleció)
- Stephan, O.Cist. † (1171-30 de julio de 1177 falleció)
- Omer † (1178-22 de julio de 1204 falleció)
- Oluf † (1204-29 de abril de 1214 falleció)
- Tuve † (1215-26 de febrero? de 1230 falleció)
- Gunner † (1230-21 de octubre de 1249 falleció)
- Esger † (1249-14 de febrero de 1273 falleció)
- Tyge † (1274-4 de marzo de 1288 falleció)
- Christiern † (1288-1 de junio de 1313 falleció)
- Jens Hee † (1313-13 de enero de 1327 falleció)
- Jakob Splitaf † (1327-2 de febrero de 1345 falleció)
- Peder Thuresen † (mayo de 1345-22 de diciembre de 1364 falleció)
- Mogens Jensen † (19 de septiembre de 1365-1369 falleció)
- Jens Mikkelsen † (7 de noviembre de 1369-6 de diciembre de 1388 falleció)
- Eskil † (10 de junio de 1389-1409 falleció)
- Nicolai Jakob † (7 de octubre de 1409-? falleció)
- Peder Lykke † (8 de agosto de 1410-7 de octubre de 1418 nombrado arzobispo de Lund)
- Christiern Hemmingsen † (7 de octubre de 1418-1454 renunció)
- Henrik Stangeberg † (13 de septiembre de 1454-1464 falleció)
- Peder Nielsen Lodehat † (27 de julio de 1464-1483 falleció)
- Hartvig Juel † (6 de junio de 1483-1497 renunció)
- Ivar Munk † (17 de abril de 1499-1534 renunció ante el rey, 9 de febrero de 1539 falleció)
  - Olaf Munk † (1534-20 de octubre de 1536 depuesto por el rey) (obispo coadjutor)